# Halenia pusilla
Halenia pusilla är en gentianaväxtart som beskrevs av Ernest Friedrich Gilg. Halenia pusilla ingår i släktet Halenia och familjen gentianaväxter. Inga underarter finns listade i Catalogue of Life.